# Simon Boglárka (színművész, 1986)
Simon Boglárka (Bácsborsód, 1986. szeptember 2. –) magyar színésznő.

## Életpálya
Ötéves  kora óta énekel. A bajai III. Béla Gimnázium hat évfolyamos tagozatának tanulójaként érettségizett 2005-ben. 1999-ben, már elsősként tagja volt az iskola színi stúdiójának, ami minden évben csinált egy-egy jótékonysági estet a bajai gyermekkórház megsegítésére. 2004-ben mutatkozott be szólóénekesként, amikor a társulat Baja testvérvárosában, a franciaországi Argentanban vendégszerepelt. Szintén a gimnázium keretein belül 2002-ben alapítója, 2005-ig vezetője volt a Vadvirág Népdalkörnek, ami ballagása után is aktívan működik. E mellett tagja volt az iskola leánykarának és a tanárokból, diákokból álló Bélás Singers vegyeskórusnak. Énekhangját, zenei tudását Pethőné Kővári Andrea tanárnő fejlesztette.
Az érettségi után felvételizett az orvosi egyetemre, ahol aztán vegyésznek tanult. Elsőévesként 2006-ban részt vett a Szegedi Egyetemi Színpad és a Szegedi Nemzeti Színház szereplő-meghallgatásán Kocsák Tibor, Miklós Tibor Utazás című musicaljéhez, ahol az egyik főszerepet, Lady Ashton szerepét kapta. Tagja volt a Szegedi Tudományegyetem SZTEage Egyetemi Színpadának, de még ekkor is inkább hobbinak tekintette a szereplést, ám a színház világa már „megfertőzte”.
Tagja volt a Francia saláta, bajai fiatal zenészekből álló zenei formációnak is, mely 2007-ben, a roueni „Transeuropéennes” kulturális fesztiválon Magyarországot képviselte.
2007-ben barátai biztatására jelentkezett a Magyar Televízió szereposztó show-műsorába, az A Társulatba, ahol az István, a király című rockopera 25. jubileumi előadásához keresték a szereplőket. Az első adásban vírusos gégegyulladása miatt Szulák Andrea, a zsűri egyik tagja leállította a produkcióját, de megkérte a nézőket, hogy szavazzanak így is a lányra, aki ennek köszönhetően továbbjutott, a következő adásokban is. Végül a 2008 áprilisi szerepdöntőben elnyerte Gizella szerepét, melyet a jubileumi előadáson és a 2009-es televíziós változatban is ő játszhatott. Később az újabb, 30. éves jubileumi előadásban is szerepet kapott.
A Társulat után Cseke Péter elhívta Kecskemétre, a Katona József Színházba játszani, majd pedig a Madách Színház társulatához szerződött.
Vendégként játszott a Bajai Fiatalok Színháza, a Békéscsabai Jókai Színház és a Pesti Magyar Színház előadásaiban is. 2010-ben szerepelt Soós Péter Géniusz, az alkimista című sorozatában Alföldi Róbert és Stohl András mellett, melyben másodasszisztens is volt egyben.
2011-ben Arra születtem címmel önálló, 2014-ben pedig Szíveddel látsz... címmel Weszely Ernő eMeRTon-díjas harmonikaművésszel közös koncertet adott Baján.
2021-ben agrármérnökként diplomázott.

### Magánélete
2012 óta házas. Férje agrármérnök. Családjával Bácsbokodon élnek.

## Színházi szerepei
A Színházi adattárban regisztrált bemutatóinak száma: 13.
- George Tabori, Miklós Tibor, Kocsák Tibor: Utazás - Lady Ashton (Szegedi Nemzeti Színház, 2006)
- Boldizsár Miklós, Bródy János, Szörényi Levente: István, a király - Gizella (A társulat, 2008)
- Horváth Péter, Presser Gábor, Sztevanovity Dusán: A padlás - Süni (Katona József Színház,  2008)
- Victor Hugo, Alain Boublil, Miklós Tibor, Claude-Michel Schönberg, Alain Boublil: A nyomorultak - Eponine (szerepkettőzés); Szajha; Munkáslány (Katona József Színház, 2010)
- Leo Stein, Bela Jenbach, Kálmán Imre, Gábor Andor: Csárdáskirálynő - Stázi, grófnő (Békés Megyei Jókai Színház,  2010)
- Victor Léon, Leo Stein, Lehár Ferenc: A víg özvegy - Valencienne, Báró Zéta Mirkó felesége; Sylviane, Prisics felesége (Katona József Színház, 2011)
- Julian Fellowes, Pamela Lyndon Travers, Walt Disney, Bárány Ferenc, Richard M. Sherman (eredeti), George Stiles (új dalok), B. Robert Sherman, Anthony Drewe: Mary Poppins - Katie dada; Baba (Madách Színház, 2012)
- Müller Péter, Tolcsvay László, Bródy János: Doctor Herz - Beryll (Kecskeméti Katona József Színház, 2012)
- Boldizsár Miklós, Bródy János, Szörényi Levente: István, a király - Boglárka, Koppány felesége (Szegedi Szabadtéri Játékok - Dóm tér, 2013)
- Macskák-Cassandra ( Madách Színház, 2013)
- Poligamy-Lilla (Madách Színház, 2014)
- Gyárfás Miklós: Tanulmány a nőkről - Egri Zsuzsa (szerepkettőzés) (Madách Színház, 2014)
- Catherine Johnson, Bárány Ferenc, Puller István, Benny Andersson, Björn Ulvaeus, Benny Andersson, Stig Anderson: Mamma Mia! - Sophie Sheridan (Madách Színház, Szegedi Szabadtéri Játékok - Dóm tér 2014)
- Fekete István, Györei Zsolt, Schlachtovszky Csaba, Szemenyei János, Györei Zsolt, Schlachtovszky Csaba: Vuk - Nyau (Madách Színház, 2014)
- Zágon István, Somogyi Gyula, Eisemann Mihály, Békeffy István, Füredi Imre, Harmath Imre, Kellér Dezső, Dalos László, Szilágyi László, Zágon István: Fekete Péter - Hajnal Nikolett (Madách Színház, 2015)
- Robert Thoeren (fordító: Bátki Mihály), Jule Styne, Topolcsányi Laura: Sugar (Van aki forrón szereti) - Virág (Pesti Magyar Színház, 2015)[10]
- Alan Boublil, Claude-Michel Schönberg, Victor Hugo: Nyomorultak - Eponine (Madách Színház, 2015)
- Meseautó-Kováts Vera (Madách Színház, 2018)
- Enda Walsh, Glen Hansard, Markéta Irglová: Once / Egyszer... - Lány (Madách Színház, 2019)[11]
- P. L. Travers, Richard M. Sherman, Julian Fellowes: Mary Poppins - Mary Poppins (Madách Színház, 2019)[12]
- Vasárnap mond el-Lány ( Madách Színház, 2021)
- Aranyoskám-Julie  ( Madách Színház, 2022)
- A tizenötödik- Majthényi Zsófia ( Madách Színház,2022)
- Nyomorultak- Fantine (Madách Színház 2024)

## Filmszerepei
- Géniusz, az alkimista (televíziós sorozat, 2010) - Kata

## Sorozatszerepei
- Barátok közt (televíziós sorozat, 2020, 2021) - Török Maja

## Díjai, elismerései
Fiatalon számos Baja környéki és országos népdaléneklési versenyen, országos népzenei találkozókon és minősítő versenyeken ért el helyezéseket, arany minősítést.
- Bajai III. Béla Gimnázium - Az év legkreatívabb diákja (2005)
- „A huszonöt év alattiak” kategóriában Bács-Kiskun Megyei Príma díjra jelölték (2008)